# 斯图亚特王朝
斯图亚特王朝（英語：The House of Stuart），「斯图亚特」一詞最初的拼寫為，是1371年至1714年間統治蘇格蘭和1603年至1714年間統治英格蘭和愛爾蘭的王朝。其王室成員的祖先可以追溯至公元11世紀法國布列塔尼的地方貴族。斯圖亞特是第一個成功統治整個不列顛群島的王室，但由王室偏向天主教會和支持君主專制，統治權實際上不太穩定，經歷數次革命，兩位君主被革命所推翻。同時由於斯圖亞特王室的天主教背景，導致新教信徒為主的英格蘭民眾經常質疑君主的宗教傾向，令不列顛群島的不穩定因素增加不少。不過，這些因素促使英國議會權力愈來愈大，使英國最早成為議會制國家，也使英國的民主步伐領先於歐陸諸國。

## 起源
首見經傳的斯圖亞特家族成員是法拉爾德一世（Flaald I the Seneschal）。他是公元11世紀法國布列塔尼的地方貴族，是當地多爾及科堡領主（the Lord of Dol & Combourg）的追隨者。法拉爾德其後獲得世襲尚膳（Dapifer）這一虛職。後來法拉爾德一世的孫子，法拉爾德二世決定舉家遷往大不列顛島，以示支持英格兰国王亨利一世。此舉開啟了這個家族的新一頁。

## 蘇格蘭王室總務官
法拉爾德二世舉家遷居英格蘭後，一直活躍於英格蘭的宮廷。法拉爾德二世的兩個孫子，華特·斯圖亞特(Walter the Steward)和威廉·斯圖亞特，在英王亨利一世駕崩後，支持其指定的繼承人马蒂尔达皇后繼位。但英格蘭王位实际落入亨利的外甥布卢瓦伯爵史蒂芬手中。家族為免遭報復，於1141年北遷蘇格蘭，投奔马蒂尔达皇后的舅舅，蘇格蘭王大衛一世。
大衛一世隨即冊封華特·斯圖亞特為蘇格蘭王室總務官（High Stewards of Scotland，又譯王室總管、王室大管家）和仁弗魯男爵（Baron of Renfrew）。马尔科姆四世登基後將「王室總務官」一職授與斯圖亞特家族世襲出任。在此以後，該職務一直由斯圖亞特家族的族長担任，直至1371年，第七代總務官罗伯特·斯圖亞特繼承其舅舅大卫二世的蘇格蘭王位。自此以後，總務官的職位轉授與蘇格蘭的王儲。其後斯图亚特王室入繼英格蘭王位，蘇格蘭王室總務官成為大不列顛（英國）王儲的稱號的一部份。

## 蘇格蘭國王
第六代總務官華特·斯圖亞特於1314年迎娶了蘇格蘭王羅伯特一世的長女瑪喬里公主。兩年後公主懷孕產下一子，即日後的羅伯特·斯圖亞特，而公主卻難產而死。1318年，鑒於蘇王羅伯特一世未有合法婚生子女在世，蘇格蘭國會通過決議，授與羅伯特·斯圖亞特王位繼承權。雖然羅伯特一世的第二任妻子於1324年誕下麟兒，即後來的大衛二世，但大衛二世於1371年無嗣而亡，羅伯特·斯圖亞特同年繼承蘇格蘭王位，是為蘇格蘭王羅伯特二世。開創了斯圖亞特王朝。

## 與都鐸王室聯姻
和以往的蘇格蘭君主一樣，斯圖亞特王朝的君主統治蘇格蘭時，都面對來自南方鄰國英格蘭的威脅。英格蘭常常支持蘇格蘭內部企圖推翻斯圖亞特王朝的叛亂，而在斯圖亞特王室也以其人之道還治其人之身，在玫瑰戰爭期間，斯圖亞特王室都有支持好幾個王位爭奪者，增加了英格蘭的混亂程度。
當亨利七世成為英格蘭國王後，由於自己是非正統後裔的身分，因此開展對外和親的政策，以穩定英格蘭與鄰國的關係。而蘇格蘭國王詹姆士四世也意識到和平的重要性，因此英蘇兩國於1502年達成“長期的”和平協定。詹姆士四世於次年根據協定，與英王亨利七世長女瑪格麗特公主結婚。
但這次聯姻並無為蘇格蘭帶來長久的和平，在亨利八世於1513年發兵攻打法國時，詹姆士四世撕毀了協定，出兵英格蘭，以攻其不備。實際上，蘇格蘭一直處於戰亂狀態，直至漢諾威王朝入主蘇格蘭的三十年後（1745年），才得到持久的和平。
但這次聯姻最終都成為了不列顛和平統一的基礎，因為這次聯姻令詹姆士四世的後代拥有英国王室血统，也即是令斯圖亞特王室獲得了英格蘭王位的繼承權，而這繼承權正是英格蘭和蘇格蘭日後成為共主邦聯甚至統一為一國的基礎。

## 英格蘭、蘇格蘭和愛爾蘭國王
1603年，因終身未婚而被称为“童貞女王”的伊丽莎白一世無嗣駕崩。在女王臨死前，暗示願意讓接受基督新教教育的表侄孙，蘇格蘭國王詹姆士六世即位為英格蘭王位詹姆士一世。自此英格蘭和蘇格蘭組成了共主邦聯，完成兩國的王室聯合。與此同時，詹姆士六世及一世決定將家族姓氏由「Stewart」改寫較為法國化的「Stuart」。而「Stuart」這個法國化的拼寫是由詹姆士六世及一世的母親，蘇格蘭女王瑪麗一世從法國宮廷帶回英國的。

## 英國內戰和護國公時期
斯圖亞特王朝統治英格蘭期間的歷任君主，除了查理二世，與英格蘭國會的關係都很差。詹姆士一世不了解英格兰议会，看不起掌握較多實權的议会下院，鼓吹君权神授。而查理一世因國會企圖限制他的權力，而長期不召開國會達11年之久。
1630年代末发生了苏格兰人起义。查理一世为了筹措军费，于1640年重召国会。资产阶级和新贵族议员在國會組成了主張限制王權的「反對派」，與查理一世開始了近9年的鬥爭。這場鬥爭最終於1642年8月升級為英國內戰。這場戰爭的結果便是查理一世於1649年被處決，其後英格蘭成為共和國，進入護國公時期。在此期間，斯圖亞特王室失去英格蘭，蘇格蘭和愛爾蘭的王位，大部分成員被迫流亡海外。

## 王朝復
1658年9月克伦威尔去世後，英國各地高级军官和议会之间展开争夺权力的斗争，国内政局动荡。驻扎在苏格兰的蒙克将军回師伦敦，并与流亡法国的查理·斯图亚特达成复辟协议。1660年5月查理·斯图亚特重返回到伦敦登基即位為查理二世，斯图亚特王朝复辟。

## 光榮革命
斯图亚特王室成員的天主教背景，一直是英格蘭信奉基督新教的民眾心中的一根刺。查理二世表面上雖保持為英國國教徒，但臨終時還是秘密皈依天主教。他的繼承人詹姆士二世/七世卻無視國會反對，公開宣稱自己的天主教信仰。而他對清教徒的迫害和親法政策導致更多人的不滿。1688年，詹姆士二世的次任王后，信奉天主教的摩德納的瑪麗喜誕麟兒，令信奉新教的瑪麗長公主失去儲位。國會議員為免再出現另一位天主教國王，密邀瑪麗公主駙馬，荷蘭省督威廉率荷軍入關發動軍事政變推翻詹姆士，並許其事後與妻共治英格蘭。1689年，此次不流血政變成功，詹姆士二世被迫流亡海外，威廉與瑪麗共同即位，稱威廉三世及瑪麗二世。英格蘭議會同時通過《权利法案》，永遠改變了英國君主的政治地位和承繼制度。

## 歷任君主列表

### 早期斯图亚特家族
| 圖片 | 稱號                 | 統治始於 | 統治終於         |
| ---- | -------------------- | -------- | ---------------- |
|      | 費士一世 Flaithri I  | ？       | 約1080年         |
|      | 阿倫一世 Alan I      | ？       | ？               |
|      | 阿倫二世 Alan II     | ？       | 約1095年         |
|      | 費士二世 Flaithri II | ？       | 約1101年或1102年 |
|      | 阿倫三世 Alan III    | ？       | 約1121年         |

### 蘇格蘭王室總務官
| 圖片 | 稱號                                | 統治始於 | 統治終於 |
| ---- | ----------------------------------- | -------- | -------- |
|      | 沃爾特·斯都華 Walter the Steward    | ？       | 1177年   |
|      | 阿倫弗沃爾特 Alan fitz Walter       | 1177年   | 1204年   |
|      | 沃爾特·斯图亚特 Walter Stewart      | 1204年   | 1246年   |
|      | 亞歷山大·斯图亚特 Alexander Stewart | 1246年   | 1283年   |
|      | 詹姆斯·斯图亚特 James Stewart       | 1283年   | 1309年   |
|      | 沃爾特·斯图亚特 Walter Stewart      | 1309年   | 1326年   |
|      | 罗伯特·斯图亚特 Robert Stewart      | 1326年   | 1371年   |

### 斯图亚特王朝
| 圖片 | 稱號 | 統治始於                    | 統治終於       |
| --- | --- | --------------------------- | -------------- |
| 苏格兰国王時期 | |                             |                |
| | 苏格兰国王罗伯特二世 Raibeart II Stiùbhairt, Rìgh Alba Robert II, King of Scots | 1371年2月22日               | 1390年4月14日  |
| | 苏格兰国王罗伯特三世 Raibeart III Stiùbhairt, Rìgh Alba Robert III, King of Scots | 1390年4月19日               | 1406年4月4日   |
| | 苏格兰国王詹姆士一世 Seumas I Stiùbhairt, Rìgh Alba James I, King of Scots | 1406年4月4日                | 1437年2月21日  |
| | 苏格兰国王詹姆士二世 Seumas II Stiùbhairt, Rìgh Alba James II, King of Scots | 1437年2月21日               | 1460年8月3日   |
| | 苏格兰国王詹姆士三世 Seumas III Stiùbhairt, Rìgh Alba James III, King of Scots | 1460年8月3日                | 1488年6月11日  |
| | 苏格兰国王詹姆士四世 Seumas IV Stiùbhairt, Rìgh Alba James IV, King of Scots | 1488年6月11日               | 1513年9月9日   |
| | 苏格兰国王詹姆士五世 Seumas V Stiùbhairt, Rìgh Alba James V, King of Scots | 1513年9月9日                | 1542年12月14日 |
| | 苏格兰女王玛丽一世 Mairi I Stiùbhairt, Ban-rìgh Alba Mary I, Queen of Scots | 1542年12月14日              | 1567年7月24日  |
| 英格兰、蘇格蘭、愛爾蘭國王時期 | |                             |                |
| | 苏格兰国王詹姆士六世 Seumas VI Stiùbhairt, Rìgh Alba 英格兰国王、愛爾蘭國王詹姆士一世 James I, King of England & Ireland                                                                 | 1567年7月29日 1603年3月24日 | 1625年3月27日  |
| | 英格兰、蘇格蘭、愛爾蘭國王查理一世 Charles I, King of England & Ireland Tearlach I Stiùbhairt, Rìgh Alba                                                                                 | 1625年3月27日               | 1649年1月30日  |
| | 英格兰、蘇格蘭、愛爾蘭國王查理二世 Charles II, King of England & Ireland Tearlach II Stiùbhairt, Rìgh Alba                                                                               | 1660年5月29日               | 1685年2月6日   |
| | 英格兰、愛爾蘭國王詹姆士二世 James II, King of England & Ireland 苏格兰国王詹姆士七世 Seumas VII, Rìgh Alba                                                                              | 1685年2月6日                | 1688年12月11日 |
| | 英格兰、蘇格蘭、愛爾蘭女王玛丽二世與國王威廉三世/二世(共治) Mary II & William III, Queen & King of England & Ireland Mairi II Stiùbhairt agus Uilleam II Orains, Ban-rìgh agus Rìgh Alba | 1689年2月13日               | 1694年12月18日 |
| | 英格兰、蘇格蘭、愛爾蘭女王安妮 Anne, Queen of England & Ireland Anna Stiùbhairt, Ban-rìgh Alba                                                                                           | 1702年3月8日                | 1707年5月1日   |
| 大不列顛、愛爾蘭國王時期 | |                             |                |
| 大不列顛、愛爾蘭女王安妮 Anne, Queen of Great Britain & Ireland Anna Stiùbhairt, Ban-rìgh Rìoghachd Bhreatainn agus Bàn-rìgh Èireann | 1707年5月1日 | 1714年8月1日                |                |

## 詹姆士黨和覦位王子

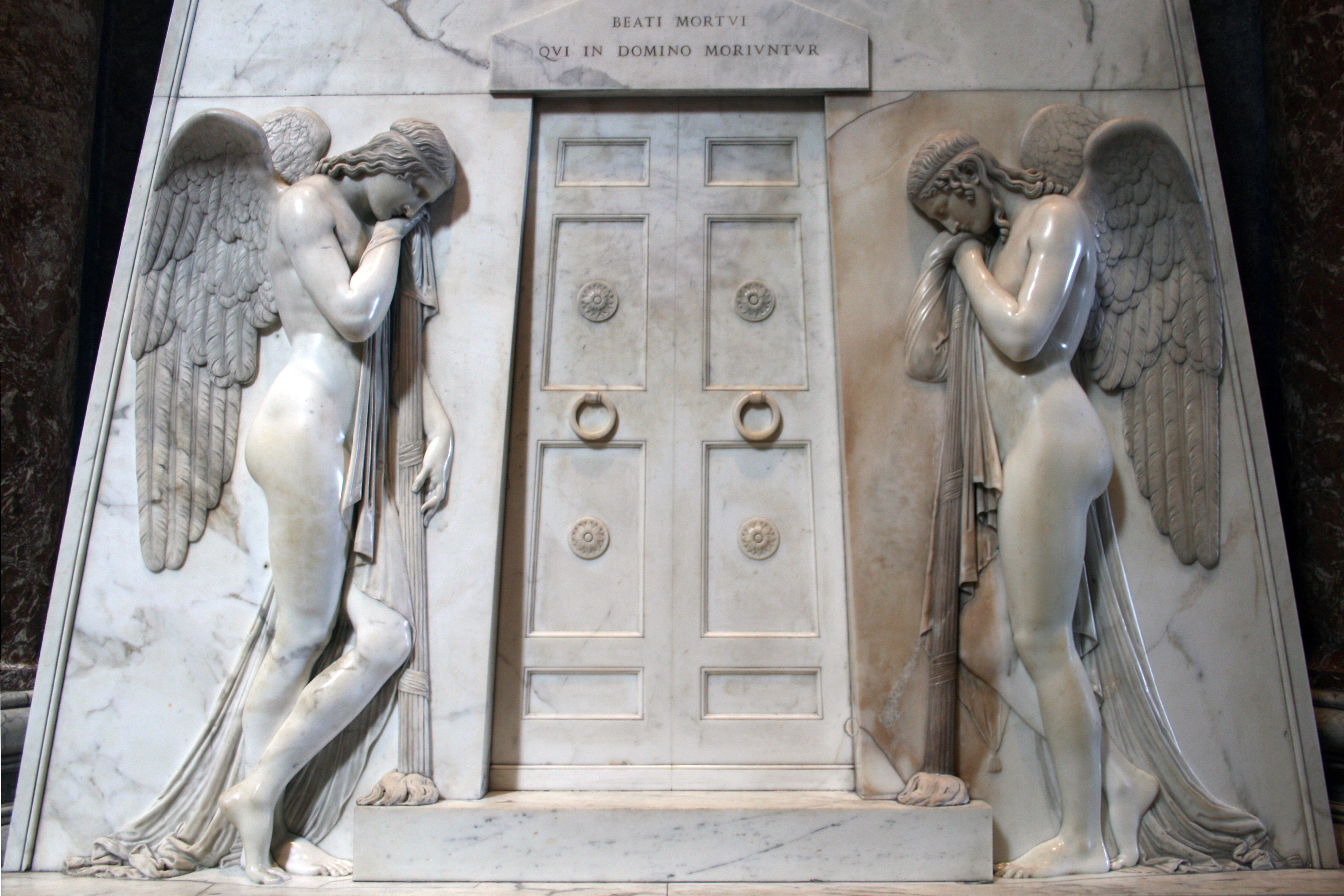
斯圖亞特王朝最後的墓葬，梵蒂岡聖伯多祿大殿（1819） - 安東尼卡諾瓦建造。

詹姆士二世雖在1688年的光榮革命後被廢黜，但他仍未退出歷史舞台。在法王路易十四的保護和幫助下，至死仍自稱為英蘇愛三國國王，並且發動或參與了數次在英國國內的叛亂。而詹姆士和其子孫的復闢運動漸漸聚合一伙支持者，這些團體被稱為詹姆士黨。而在英國國內，詹姆士二世的子孫被稱為覦位王子。
- 英格兰国王詹姆士二世和苏格兰国王詹姆士七世，1689年 - 1701年
- 詹姆斯·弗朗西斯·愛德華·斯圖亞特（James Francis Edward Stuart，1701年 - 1766年）
  - 被詹姆士黨人奉為「英格兰国王詹姆士三世和苏格兰国王詹姆士八世」
  - 在英國本土被稱為老覦位王子
- 查尔斯·愛德華·斯圖亞特（Charles Edward Stuart，1766年 - 1788年）
  - 被詹姆士黨人奉為「英格兰和苏格兰国王查理三世」
  - 在英國本土被稱為小覦位王子
- 亨利·本尼迪克特·斯圖亞特（或稱約克公爵樞機主教, Henry Benedict Stuart，1788年 - 1807年）
  - 被詹姆士黨人奉為「英格兰国王亨利九世和苏格兰国王亨利一世」

由於各位覦位王子皆無合法婚生子女存活，在約克公爵樞機主教死後，詹姆士党人奉他的表親，薩丁尼亞國王卡洛·埃馬努埃萊四世為君，是為查理四世。卡洛·埃馬努埃萊是安妮-瑪麗的曾孙，而安妮-瑪麗是查理一世之女亨利埃塔的女儿。比起當時在位的英王，漢诺威王室的乔治三世，卡洛·艾曼努埃尔确实是約克公爵樞機最近的親戚。因为乔治三世是查理一世的姐姐伊莉莎白·斯图亚特公主的後裔，继承权理应在卡洛·艾曼努埃尔之後。如果不是安妮女王时期前五十顺位王位继承人被权利法案剥夺了继承权，乔治三世的曾祖父乔治一世根本不能继承英国王位。
無論如何，詹姆士黨隨著斯圖亞特王室的父系子孫的绝嗣而衰落。現在世界各地仍有少量詹姆士党的團體，並支持現任巴伐利亞公爵弗朗茨為「英格兰和苏格兰国王弗朗西斯二世」，尽管公爵本人从未接受此头衔。
詹姆士党人在亨利·斯图亚特死後尊认的英国君主统治者可參見詹姆斯党王位继承者列表。

## 王朝終結
而在英國本土，最後三位斯圖亞特君主均無子嗣成活至成年。1707年，英格蘭和蘇格蘭議會合一，兩國正式合併為大不列顛王國。而在1714年，安妮女王駕崩。根據《1701年嗣位法》，漢諾威選帝侯格奥尔格一世·路德维希繼承大不列顛和愛爾蘭的王位，是為英王喬治一世。自此，斯圖亞特王室對英國的統治正式終結。罗伯特二世被剥夺后代继承权的儿子罗伯特和查理二世非婚生男系后人至今仍存，詹姆斯二世及七世的非婚生男系后人于2014年断绝。

### 引用
1. ↑  Mackenzie, A. M., MA., D.Litt., The Rise of the Stewarts, London, 1935, pps.8–9.